# Beeld van Anne Frank (Merwedeplein)

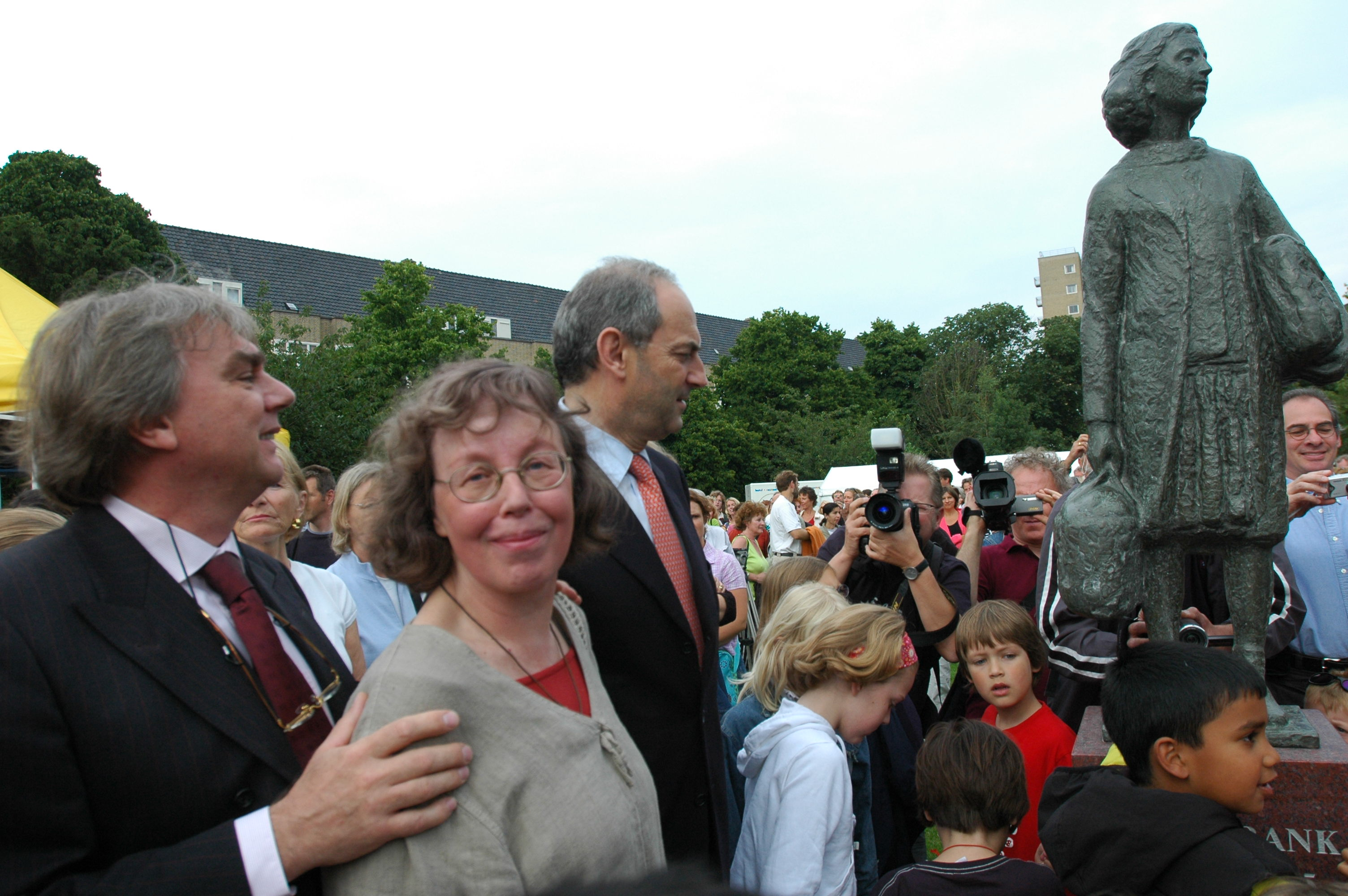
Onthulling van het beeld door burgemeester Job Cohen met de kunstenaar Jet Schepp op 9 juli 2005

Het beeld van Anne Frank op het Merwedeplein in Amsterdam is een standbeeld van het Duits-Joodse meisje Anne Frank dat op vijftienjarige leeftijd tijdens de Holocaust omgekomen is. Door haar dagboek is Anne Frank wereldwijd het symbool geworden van de slachtoffers van de Holocaust.
Anne Frank wordt bepakt en bezakt uitgebeeld op 6 juli 1942. Die maandagochtend kijkt ze nog eenmaal om naar haar ouderlijk huis aan het Merwedeplein 37-II voordat ze samen met haar ouders Otto Frank en Edith Frank-Holländer vertrekt naar hun onderduikadres aan de Prinsengracht 263. Haar zus Margot is die morgen al eerder naar het Achterhuis vertrokken met de helpster Miep Gies. In Anne Franks bagage bevindt zich het roodgeruite dagboek dat ze op 12 juni 1942 voor haar dertiende verjaardag gekregen heeft.
Het beeld is in 1994 gemaakt door beeldend kunstenaar Jet Schepp, oorspronkelijk om het te plaatsen op het Merwedeplein, maar dat kreeg destijds geen bijval van de gemeente. Het beeld is daarop in 1996 geplaatst in Purmerend. In 2004 heeft een plaatselijke boekhandel een handtekeningenactie gestart om alsnog een vergrote versie van het beeld op het Merwedeplein te plaatsen. Een jaar later is het beeld in het bijzijn van burgemeester Job Cohen onthuld.
Een replica van het beeld is in december 2014 in Buenos Aires geplaatst, op initiatief van de Nederlandse ambassade in Argentinië en het Argentijnse ministerie van onderwijs.

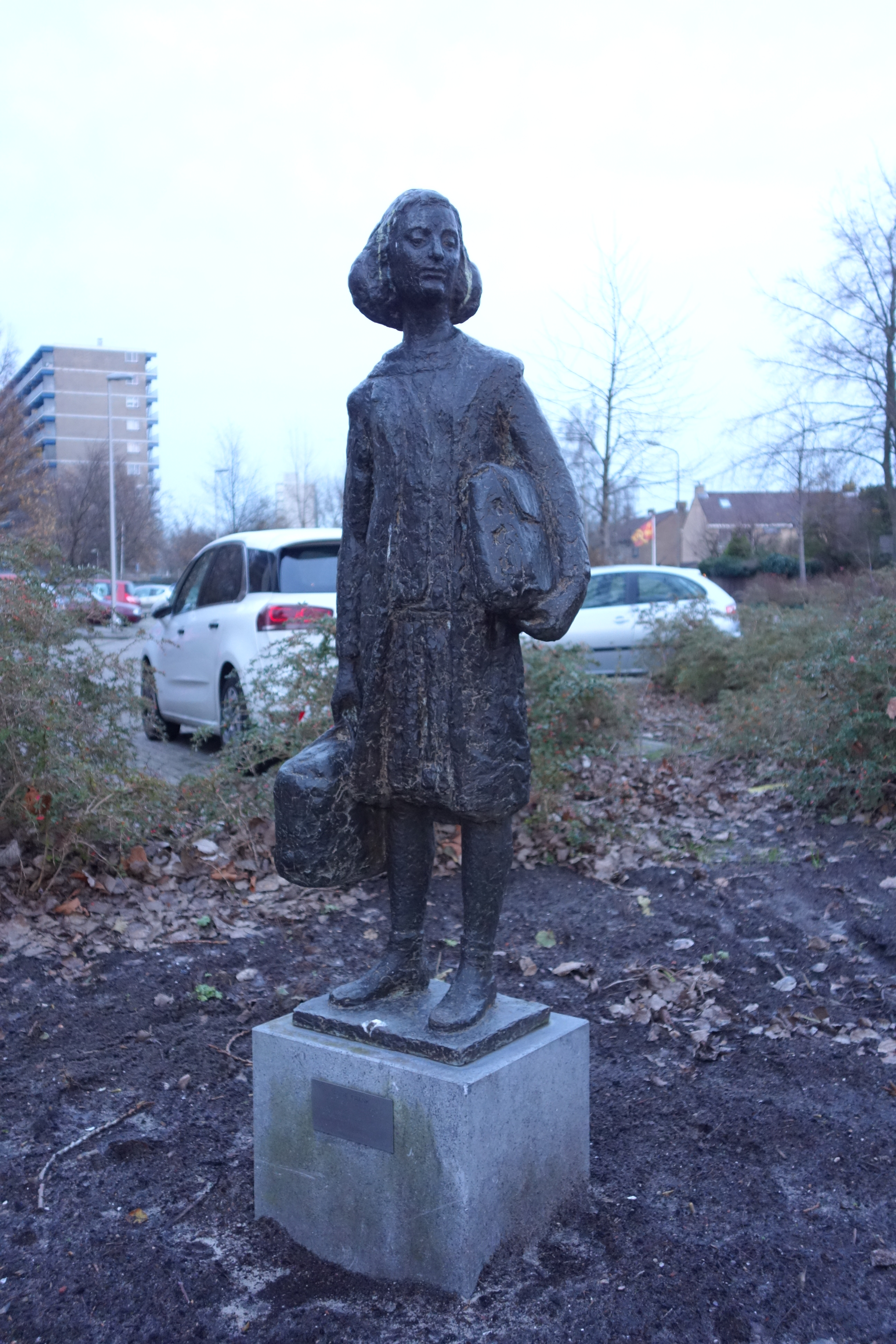
Beeld van Anne Frank in Purmerend
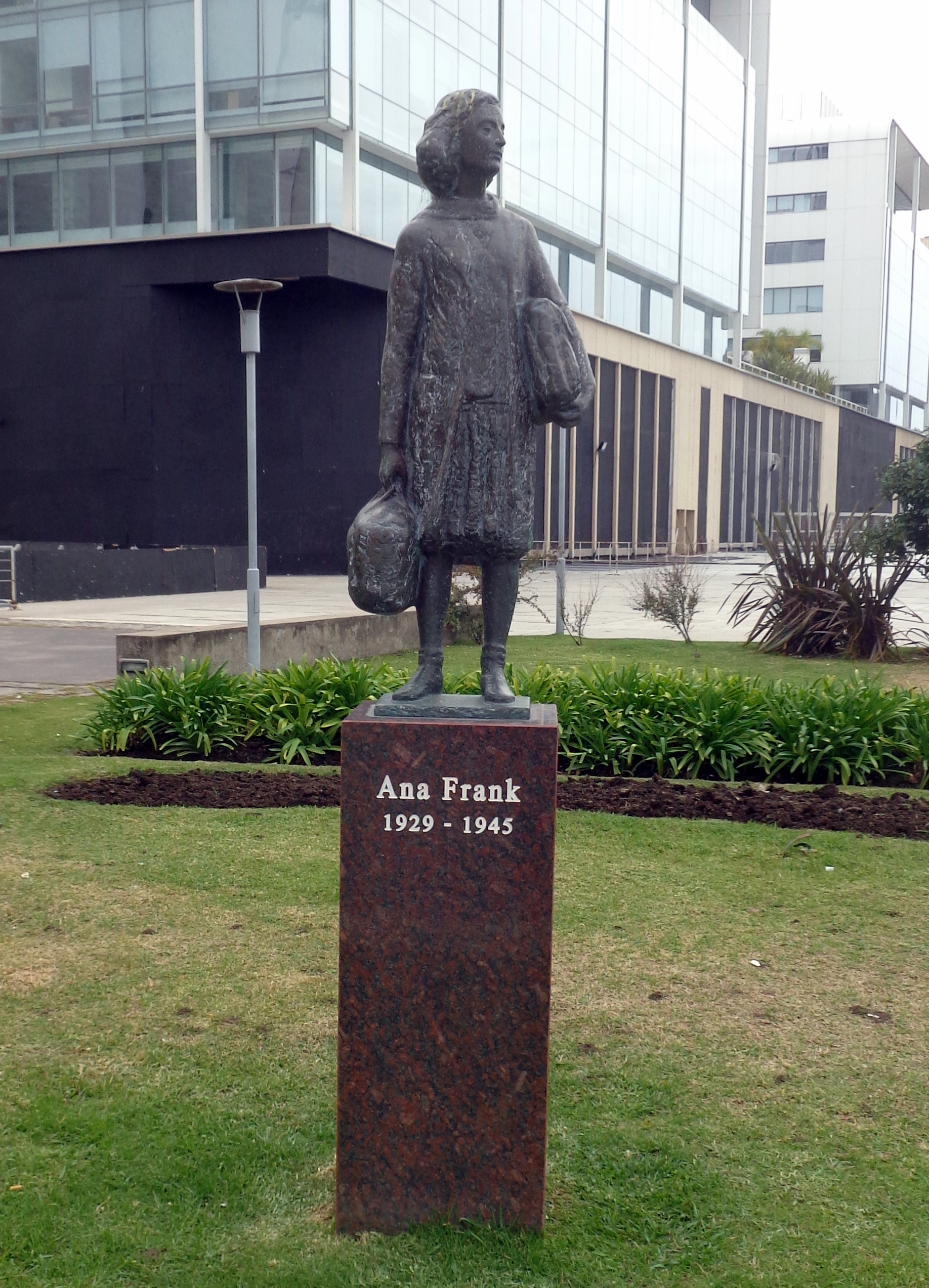
Beeld van Anne Frank in Buenos Aires